# Harvey (Arkansas)
Harvey es un área no incorporada ubicada en el condado de Scott en el estado estadounidense de Arkansas.

## Geografía
Harvey se encuentra ubicada en las coordenadas 34°50′45″N 93°47′7″O / 34.84583, -93.78528.